# Vanité de Duluoz
Vanité de Duluoz (titre original : Vanity of Duluoz : An Adventurous Education) est un roman semi-autobiographique de l'écrivain et poète américain Jack Kerouac écrit et publié en 1968.
Dans ce roman, Jack Kerouac décrit les aventures de son alter ego, Jack Duluoz, de 1935 à 1946. Le livre décrit notamment la vie lycéenne de l'auteur, à Lowell (Massachusetts), son passage à l'Université Columbia et son service militaire durant la Seconde Guerre mondiale. Le roman se termine sur les débuts du mouvement de la Beat Generation. C'est le dernier roman publié par Kerouac, qui meurt en 1969.

## Identité des personnages
Kerouac a très souvent basé ses personnages sur ses amis ou des membres de sa famille.
Il expliquera que ses anciens éditeurs ne l'autorisaient pas à réutiliser des noms apparus dans une de ses œuvres précédentes.
| Nom réel                 | Nom du personnage     |
| ------------------------ | --------------------- |
| Neal Cassady             | Cody Pomeray          |
| Jack Kerouac             | Jack Duluoz           |
| Leo Kerouac              | Emil "Pop" Duluoz     |
| Gabrielle Kerouac        | Ange                  |
| George "G.J." Apostolos  | G.J. Rigolopoulos     |
| Aram "Al" Avakian        | Chuck Derounian       |
| Henry "Scotty" Beaulieu  | Scotcho Boldieu       |
| William S. Burroughs     | Will Hubbard          |
| Joan Vollmer             | June                  |
| Mary Carney              | Maggie Cassidy        |
| Lucien Carr              | Claude de Maubris     |
| Billy Chandler           | Dickie Hampshire      |
| Duke Chungas             | Telemachus Gringas    |
| Margaret "Peggy" Coffey  | Pauline "Moe" Cole    |
| Henri Cru                | Deni Bleu             |
| Allen Ginsberg           | Irwin Garden          |
| David Kammerer           | Franz Mueller         |
| Johnny Koumentalis       | Johnny Kazarakis      |
| Lou Little               | Lu Libble             |
| Charles Morissette       | Charley Bissonnette   |
| Robert Morissette        | Iddyboy Bissonnette   |
| Jim O'Dea                | Timmy Clancy          |
| Edie Parker              | Edna "Johnnie" Palmer |
| Sebastian "Sammy" Sampas | Sabby Savakis         |
| Stella Sampas            | Stavroula Savakis     |
| Gary Snyder              | Gary Snyder           |
| Seymour Wyse             | Lionel Smart          |